# Colima
Colima (phát âm tiếng Tây Ban Nha: [koˈlima]) là một trong 31 bang, cùng với Quận liên bang, là 32 thực thể Liên bang của México. Thủ phủ bang là thành phố trùng tên Colima.
Colima là một bang nhỏ, có đường biên giới với các bang của khác của Mexico là Jalisco về phía bắc và phía đông, và Michoacán về phía nam. Phía tây giáp Thái Bình Dương. Ngoài thủ phủ là Colima, các thành phố chính khác của bang bao gồm Manzanillo và Tecomán. Bang này có diện tích 5.625 km vuông (2,171.8 sq mi), với dân số trong năm 2010 khoảng 650.555 người.

## Liên kết
- (tiếng Tây Ban Nha) Colima state government
- Enciclopedia Didáctica leecolima.com.mx  Lưu trữ ngày 19 tháng 8 năm 2011 tại Wayback Machine
- Revista Electrónica Fumarola Lưu trữ ngày 4 tháng 2 năm 2012 tại Wayback Machine
- Coordinación General de Comunicación Social Lưu trữ ngày 19 tháng 4 năm 2012 tại Wayback Machine